# 修正鬼会
修正鬼会（しゅじょうおにえ）は、大分県国東半島にある六郷満山の寺院で旧正月に行われる火祭り。1977年（昭和52年）5月17日に重要無形民俗文化財に指定された。当該お祭りにまつわる文化をテーマとする日本遺産『鬼が仏になった里「くにさき」』が平成30年5月24日に認定された。

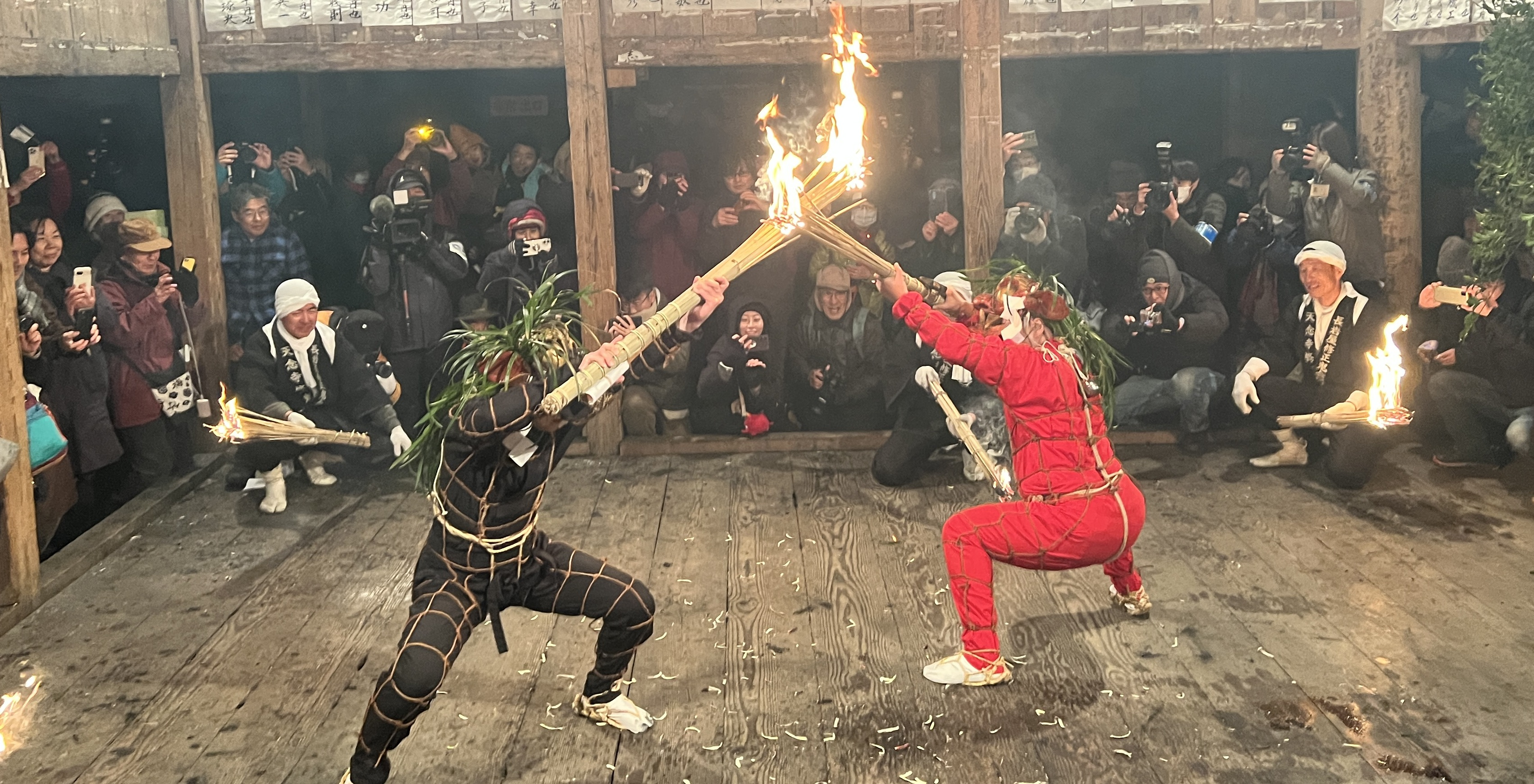
天念寺の修正鬼会

## 概要
五穀豊穣を祈る寺院の正月行事である修正会と、大晦日の夜に悪鬼を祓う宮中行事である追儺式が変化した鬼祭り、火祭りとが一体になった行事であるとされる。一説では、六郷満山の開基である仁聞菩薩が養老年間（717年-724年）に六郷満山28寺の僧侶を集めて「鬼会式六巻」を授けて創始したとされ、1200年以上の歴史を有すると考えられている。
家内安全、五穀豊穣、無病息災を祈願する行事で、天念寺ではまず堂内にて僧侶が扮した鈴鬼（すずおに）と呼ばれる男女1体ずつの鬼が舞を踊って鬼たちを招き入れた後、同じく僧侶が扮した赤鬼の災払鬼（さいばらいおに）と黒鬼の荒鬼（あらおに）の2体の鬼がたいまつを持って寺院の境内や集落を回る。岩戸寺の面は2面とも黒く、災払鬼に角がある。成仏寺では角のない赤い2面に鎮鬼（しずめおに）が加わり、計3体の鬼が作られる。
天念寺では、鬼は堂内から外に出ない。岩戸寺と成仏寺では鬼が集落に繰り出し、鬼は里人の幸福を祈願し、里人から歓待を受ける。この行事に登場する鬼は、悪鬼ではなく祖先が姿を変えたものとされ、民俗学的には祖霊神の一種と考えられている。災払鬼は愛染明王の化身、荒鬼は不動明王の化身であるともいわれる。
かつては六郷満山の多くの寺院で行われていた行事であったが、現在では、国東市の岩戸寺、成仏寺、豊後高田市の天念寺の3つの寺のみで行われている。このうち国東市の岩戸寺と成仏寺では、岩戸寺で西暦奇数年の旧暦1月7日旧暦1月7日に近い休日、成仏寺で西暦偶数年の旧暦1月5日に近い休日に交互に催され、豊後高田市の天念寺では毎年旧暦1月7日に催される。
2016年（平成28年）の国東市の修正鬼会は、成仏寺で実施の予定であったが、関係者の高齢化が進み実施が困難になったとして、中止された。その後、2017年（平成29年）には岩戸寺で行われ、2018年（平成30年）には成仏寺での4年ぶりの開催が予定されている。

## 類例
国東半島の修正鬼会は、他地域でも見られる鬼を主役とした修正会の代表的事例とされる。他地域での同様の祭礼に以下のものがある。
- 鬼夜 - 福岡県久留米市の大善寺で開催される祭。
- 修正会鬼祭り - 佐賀県藤津郡太良町竹崎の竹崎観世音寺で開催される祭。

## その他

### ドキュメンタリー
- 新日本紀行「鬼と琵琶法師〜大分県国東半島〜」（1971年、NHK）[3]